# 黄海南道
黄海南道（朝鲜语：／ Hwanghaenam do */?），是朝鲜民主主义人民共和国西南部的一级地方行政区，人口約218万人，道政府所在地為海州市，下辖1市19郡、418里25洞10劳动地区。

## 地理
黄海南道地处北韩西南部，西面黄海（朝鮮称为西海），北接黄海北道，东邻开城工业地区，南隔三八线望大韩民国京畿道。该道处在朝鲜半岛北半部气温较高的地区，道内多平原、丘陵，而山地较少。海岸线约1,178公里，多滩涂，拥有4个半岛及超过100个岛屿。

## 历史
- 1417年，黄州和海州合并成立黄海道。
- 1954年，北韩政府将黄海道分为南北两部分，成立黄海南道。

## 经济
黄海南道有较为完备的经济产业，涵盖了农林渔业及工业。载宁、安岳、信川、延安等郡皆为主要的粮食产地。因海岸线曲折，滩涂较多，水产业在当地拥有重要地位，盛产品位较高的鱼类。
在工矿业领域，黄海南道的载宁、殷栗及苔滩等地有大型铁矿，以褐铁矿为主:25，安岳、载宁还出产重晶石。海州市则有金属冶炼厂:27。

## 行政区划
- 市：海州市
- 郡：碧城郡、瓜饴郡、瓮津郡、苔滩郡、龙渊郡、长渊郡、三泉郡、松禾郡、康翎郡、殷栗郡、银泉郡、安岳郡、信川郡、载宁郡、延安郡、白川郡、新院郡、峰泉郡、青丹郡

## 政治

### 历任党委责任书记
- 朴太德，朝鲜劳动党第八届中央委员会第六次全体会议（2023年1月1日）任命

## 教育
黄海南道有金鍾泰海州第一師範大學、趙玉姬海州敎員大學、黃南工業大學、海州醫科大學、金濟元海州農業大學等高等院校。